# سبايس ستيلار نهانس Mi-435
سبايس ستيلار نهانس Mi-435 (بالإنجليزية: Spice Stellar Nhance Mi-435)‏ هو هاتف ذكي من سبايس يعمل بنظام أندرويد، تم طرحه في الأسواق في 2013.

## الخصائص
- نظام التشغيل: أندرويد
- الكاميرا الخلفية: 8 ميجابكسل
- الشاشة: شاشة لمس إل سي دي
- المعالج: 1 جيجا هرتز
- الذاكرة: 4 جيجابايت